# Власик, Дмитрий Сергеевич
Дми́трий Серге́евич Вла́сик (род. 1981 г., Москва) — российский композитор, исполнитель и популяризатор современной академической музыки, солист Московской филармонии имени П. И. Чайковского, Московского ансамбля современной музыки (МАСМ) и других. Перкуссионист, барабанщик.  

## Биография
В 1995 году окончил Детскую музыкальную школу им. Бетховена по классу фортепиано. Переехав в 1998 году в Канаду, окончил колледж Доусон в Монреале (Канада) по специальности «социальная психология». Однако влечение к музыке не покидало его, и он начал брать частные уроки игры на джазовой установке. Встреча с М. И. Пекарским во время одного из приездов Д. Власика в Москву положила начало его серьезным занятиям на ударных инструментах. В 2001 году Власик вернулся в Москву и поступил в Московскую среднюю специальную музыкальную школу им. Гнесиных в класс ударных инструментов М. И. Пекарского. За два года он не только приобрел необходимые общемузыкальные знания, но и овладел техникой игры на совершенно новых для него инструментах — маримбе и мультиперкуссии. Окончив МССМШ им. Гнесиных в 2003 году экстерном, Дмитрий Власик поступил в класс ансамбля ударных инструментов М. И. Пекарского на Факультете исторического и современного исполнительского искусства Московской консерватории. В 2009 году окончил МГК им. П. И. Чайковского. В данный момент является участником танцевальной компании современного танца SAAD.

## Творчество
Дмитрий Власик ведет активную концертную деятельность, является участником концертного дуэта маримбафонистов с Андреем Дойниковым. Выступает в составе ансамбля Марка Пекарского, Московского ансамбля современной музыки, ансамбля «Мадригал» и других. Первый исполнитель ряда сочинений для ударных (и ансамблей с участием ударных) С. Шаррино, Корнелиуса Кардью, Б. Фернейхоу, П. Биллоне, Я. Ксенакиса, Ж. Цинстага, Дж. Л. Адамса, К. Ланга, Д. Ланга, М. Фелдмана, П. Аблингера, Дж. Кейджа и других композиторов,.
Музыкант принимал участие во II Международном фестивале «Ударные дни Марка Пекарского» в Москве, Международном фестивале современного искусства им. Н. Рославца и Н. Габо в Брянске, фестивалях в Липецке, Краснодаре и других городах России. Постоянный участник фестиваля современной музыки «Московская осень» и московского фестиваля камерной музыки «Возвращение».
Дмитрий Власик известен как популяризатор современной академической музыки, композитор, автор звуковых перформансов, музыки к театральным проектам. В качестве композитора сотрудничал с известными режиссерами и драматургами — А. Стадниковым, Е. Греминой, Д. Волкостреловым, А. Могучим, К. Серебренниковым, М. Гацаловым и др.
Является сорежиссером спектакля «Я сижу в комнате». Работал над спектаклем «Поле» по пьеса Павла Пряжко, номинированным на премию «Золотая маска» в 2017, а также над спектаклем «Беккет. Пьесы» в Театре юных зрителей им. А. А. Брянцева, Санкт-Петербург, номинированным на премию «Золотая маска» в 2016
Номинирован на премию Кандинского в 2016 году.
Является лектором и куратором музыкальных программ московского центра современного искусства «Гараж».
Вместе с художником  Евгением Куковеровым играет в рок-группе Sthow’s Seths, основанной Валерием Чтаком.